# Нотофагус косой
Нотофагус косой (англ. Nothofagus obliqua) — вид деревьев из рода Нотофагус семейства Нотофаговые.
В 1849 году вид был интродуцирован на Британских островах. Также Нотофагус косой сравнительно успешно растёт в местах с схожим с родным климатом — на Тихоокеанском побережье США (Вашингтон, Орегон) и Новой Зеландии.
В Чили и Аргентине деревья иногда называют «робле» (исп. roble), что по-испански означает «дуб».

## Распространение и среда обитания
В природе вид произрастает в умеренных вечнозелёных лесах юга Южной Америки в Аргентине и Чили. Ареал — от Севера Патагонии (43°-45° южной широты) до 33° южной широты (национальный парк Ла-Кампана и горы Вискачас) в районе Сантьяго.

## Ботаническое описание
Листопадное дерево высотой 30-50 м и диаметром ствола до 2 м. Листья овальные, тёмно-зелёные, до 7 см длиной. Кора гладковатая серо-коричневая или коричневая, древесина белая или желтоватая, устойчива к влаге.

## Галерея

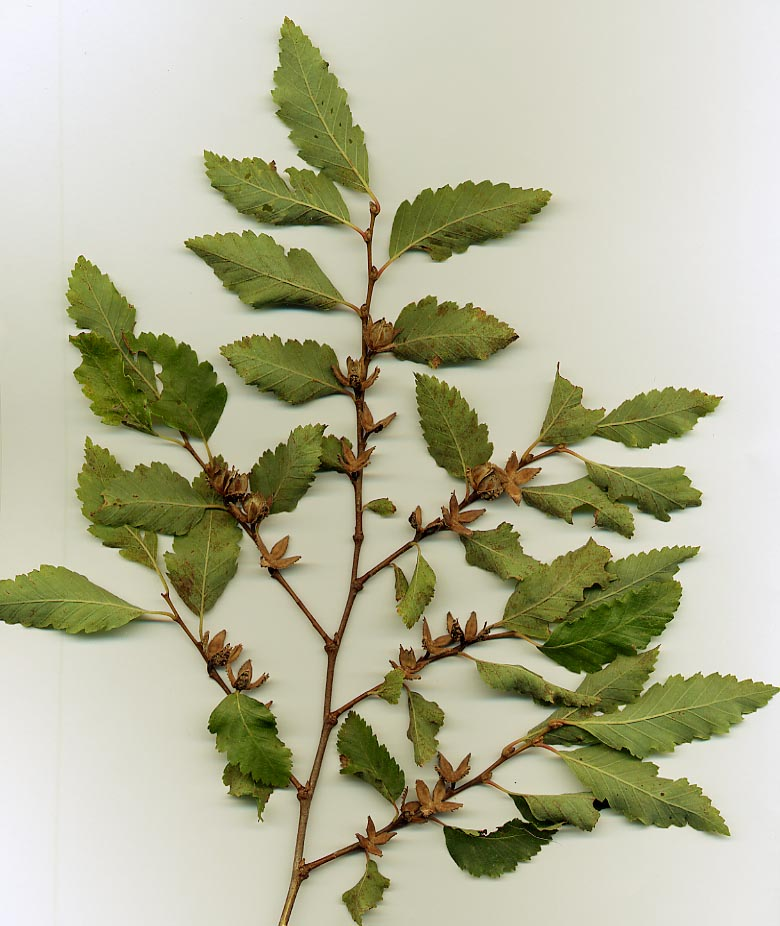
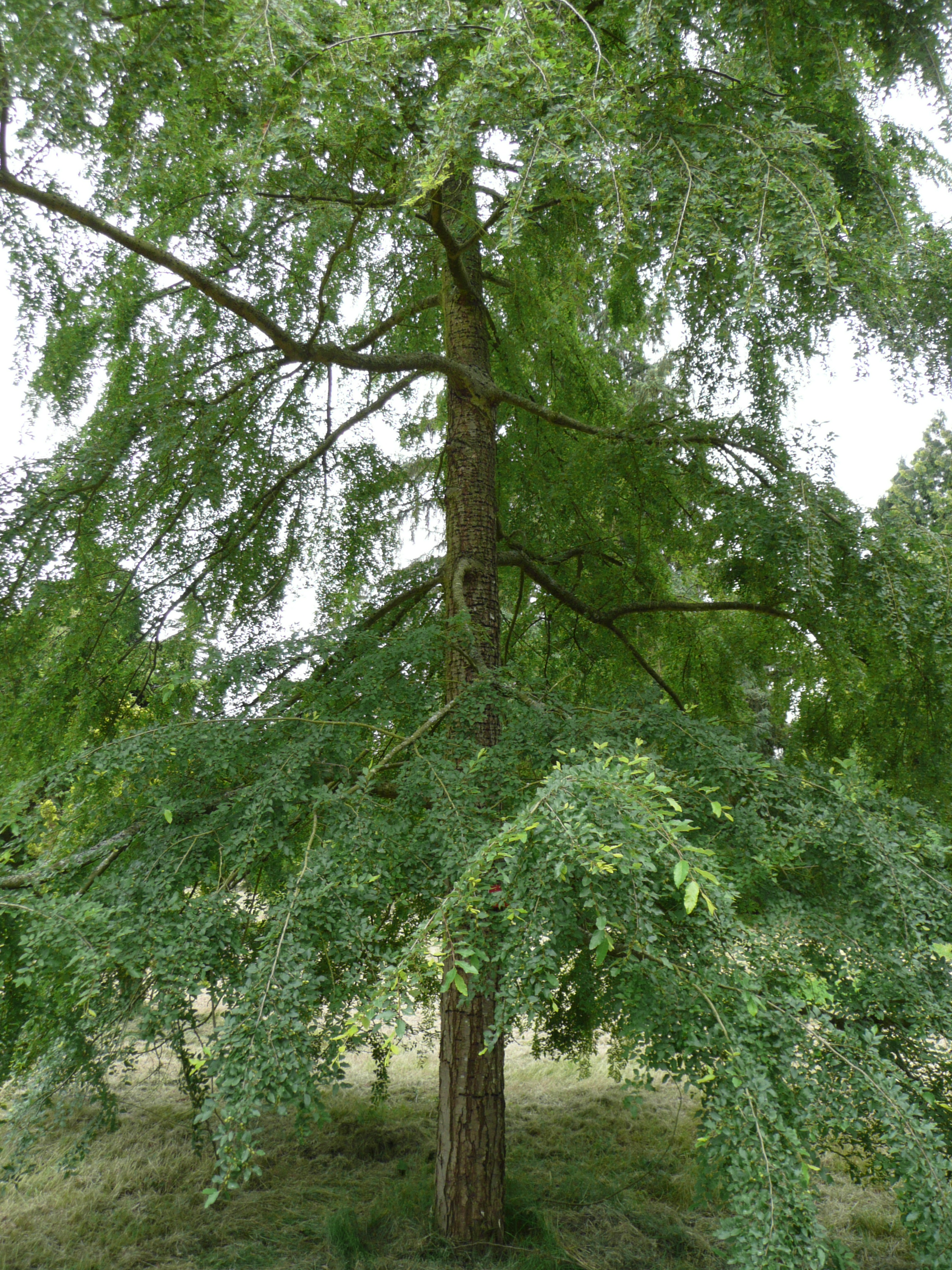
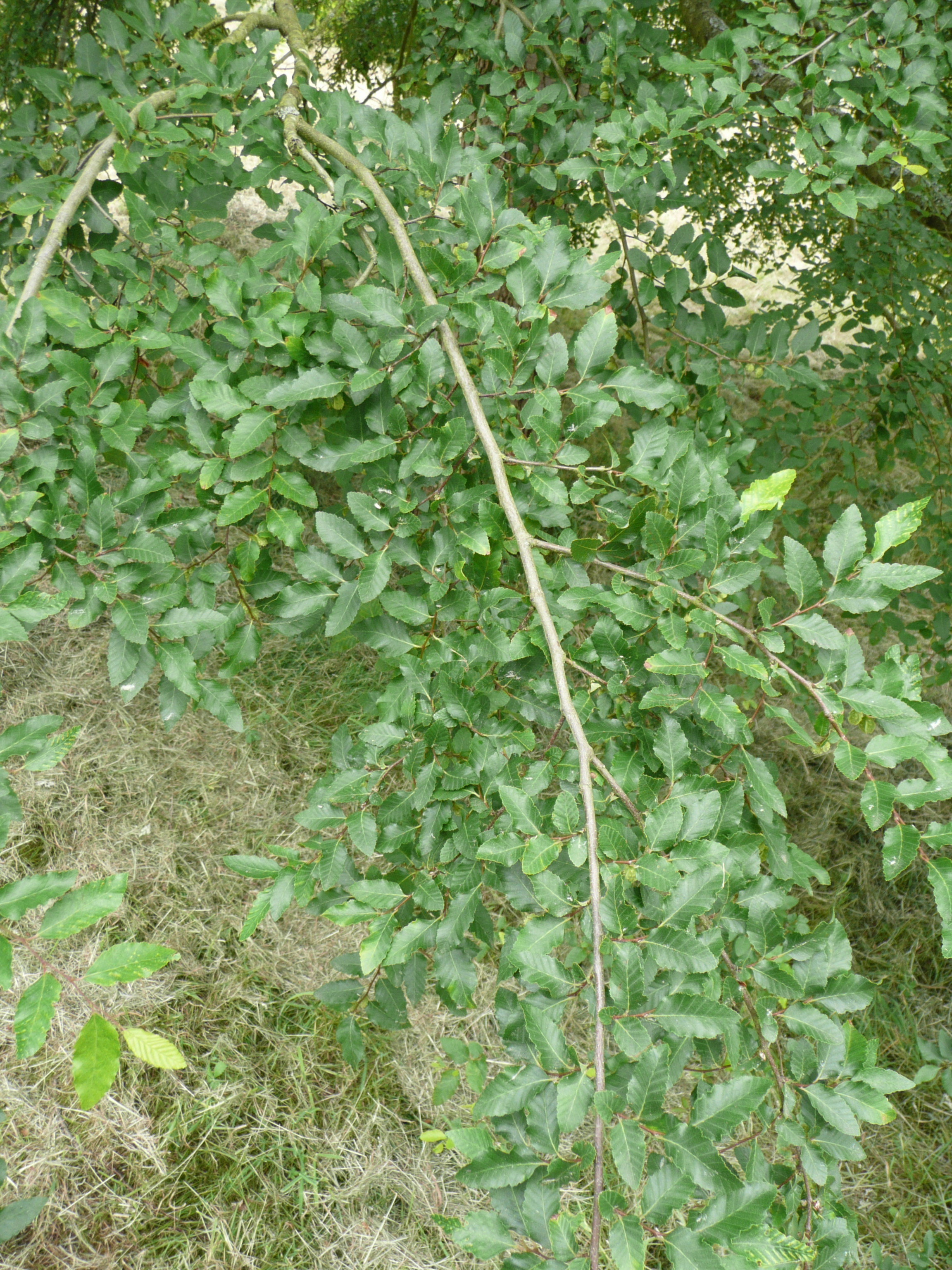
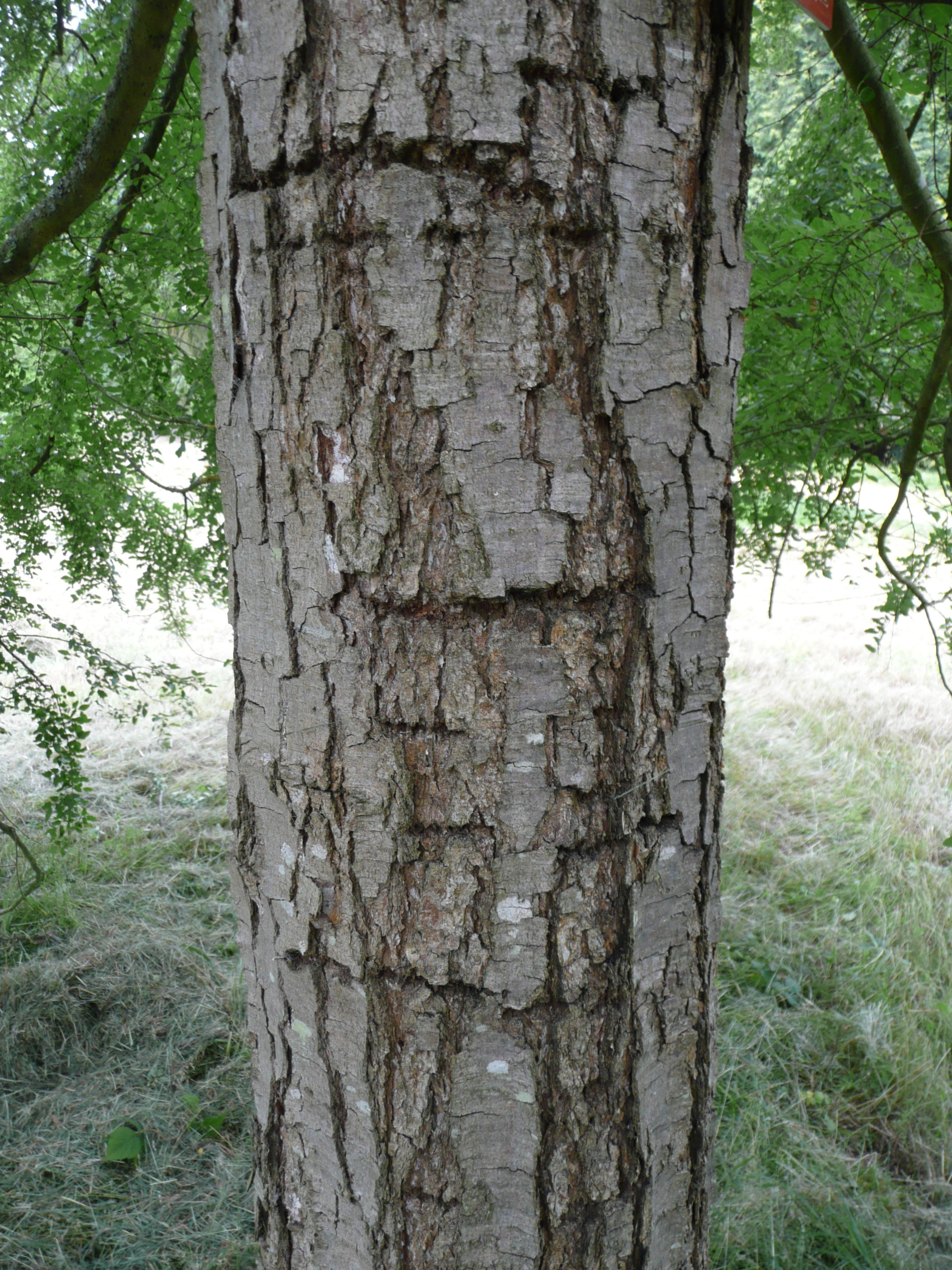